# Пољско-литванска унија
Пољско-литванска унија (пољ. Unia polsko-litewska) представља низ историјских уговора које су склопиле Краљевина Пољска и Велика кнежевина Литванија. Персонална унија је постојала од 1385. године. Настала је удајом пољске принцезе Јадвиге за литванског кнеза Јагела. Ова сарадња је довела до формирања Државне заједнице Пољске и Литваније 1569. која је укинута деобама Пољске 1791. године.

## Уговори
- 1385 — Унија из Крева
- 1401 — Унија из Вилњуса и Радома — Литванија пристаје на широку аутономију под великим војводом Витаутасом, док је суверен Ладислав II Јагелонски
- 1413 — Унија из Хродла
- 1432. (1432—34) — Унија из Гродна
- 1499 — Унија из Кракова и Вилњуса
- 1501 — Унија из Мјелника
- 1. јул 1569. — закључена „Лублинска унија“ — Стварање Државне заједнице Пољске и Литваније
- 3. мај 1791. — Устав од 3. маја 1791. — укидање државне заједнице